# Deutsche Bahn
Deutsche Bahn AG (нем. Deutsche Bahn Holding; сокращённо DB AG или просто DB) — немецкая компания, основной железнодорожный оператор.
Юридически является субъектом публично-правовой собственности (нем. Sondervermögen) — акционерной компанией со стопроцентным государственным участием. Использует самоназвание Die Bahn, обозначающее «путь», «дорога» и являющееся в данном случае синонимом термина «железная дорога». Штаб-квартира компании находится в здании BahnTower в Берлине.

## История
В 1920 году была создана компания Deutsche Reichsbahn, объединившая железнодорожные компании отдельных земель Германии. После окончания Второй мировой войны компания была разделена, в ГДР она сохранила то же название, а в Западной Германии была переименована в Deutsche Bundesbahn (сеть французского оккупационного сектора была присоединена к ней в 1951 году). Роль железнодорожного транспорта во второй половине XX века постепенно снижалась в пользу автотранспорта, максимум грузов по железным дорогам ФРГ был перевезен в 1974 году — 351,8 млн т, а к 1990 году этот показатель снизился до 275,1 млн т. Максимум пассажиров (1,47 млрд) был перевезен в 1957 году, а к 1990 году пассажиропоток упал до 1,04 млрд. Это компенсировалось развитием других направлений деятельности, в первую очередь городских электричек S-Bahn. Всю свою историю Deutsche Bundesbahn была убыточной и поддерживалась государственными субсидиями, одной из основных проблем была слишком большая численность персонала: в 1948 году в Deutsche Bundesbahn работало 602 тыс. человек, к 1990 году численность была сокращена до 246 тыс., однако всё равно расходы на персонал составляли 70 % всех производственных расходов; кроме этого, у Deutsche Bundesbahn был собственный пенсионный фонд. Другими проблемами были большой долг и государственное регулирование тарифов.
В 1994 году государственные железнодорожные общества ФРГ (Deutsche Bundesbahn)и ГДР (Deutsche Reichsbahn) были объединены под названием Deutsche Bahn; государство взяло на себя долг новой компании в 67 млрд дойчемарок, а также пообещало возместить расходы на модернизацию восточногерманской сети. Однако долг вновь начал быстро нарастать, всё большей проблемой становилась изношенность инфраструктуры и подвижного состава Deutsche Bahn. В июне 1998 года произошла крупнейшая железнодорожная катастрофа в истории Германии — крушение ICE у Эшеде.
В 2002 году была поглощена логистическая компания Schenker. В апреле 2010 года Deutsche Bahn объявила о покупке крупнейшего на Европейском континенте негосударственного оператора пассажирских железнодорожных перевозок британской компании Arriva. Сумма сделки составила $2,45 млрд.
В декабре 2010 года утверждена новая нумерация участков железных дорог ФРГ.
В сентябре 2024 года было достигнуто соглашение о продаже Schenker датской транспортной компании DSV; сделка стоимостью 14,3 млрд евро была завершена 30 апреля 2025 года.

## Деятельность

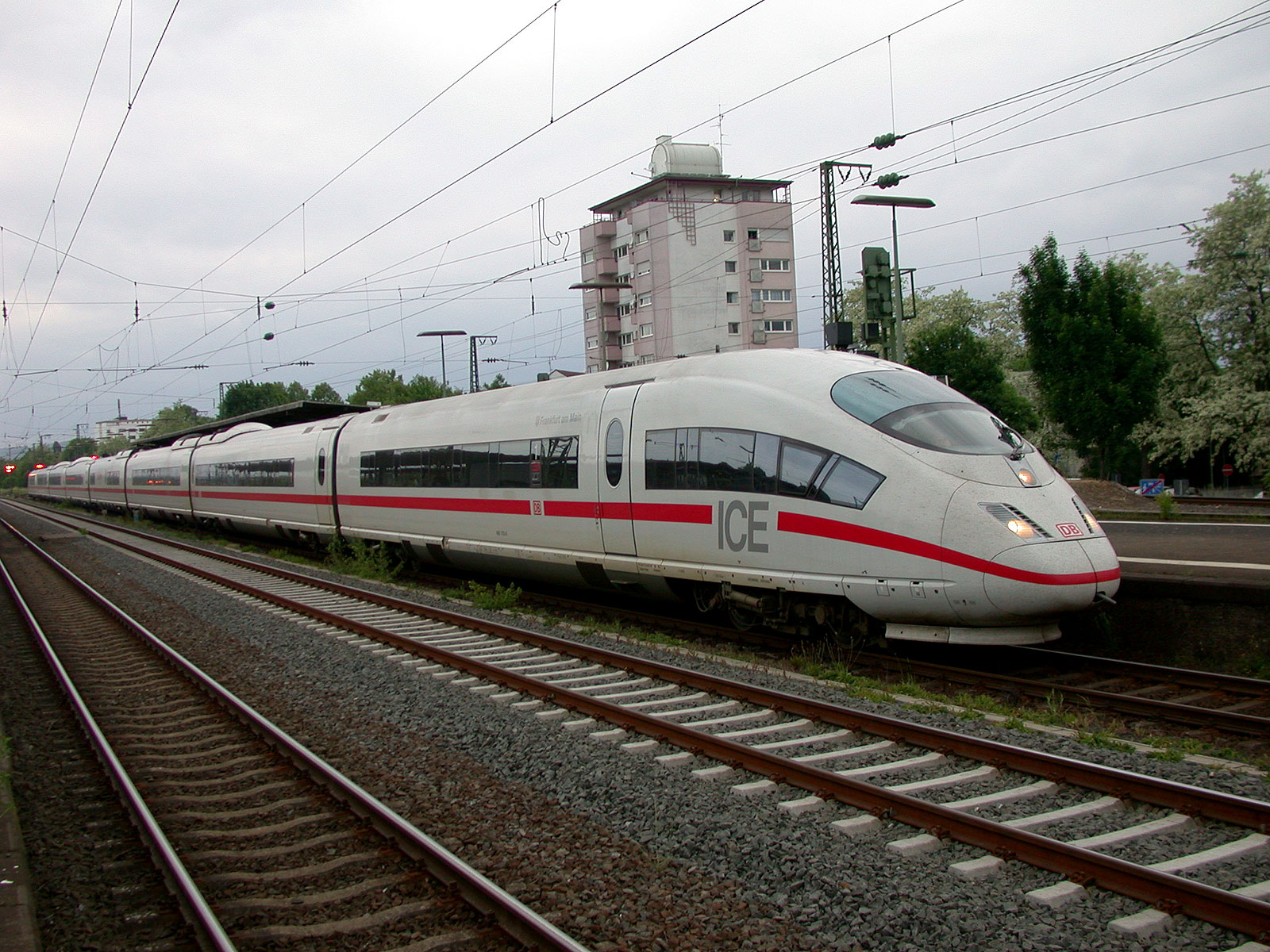
ICE 3 во Франкфурте-на-Майне

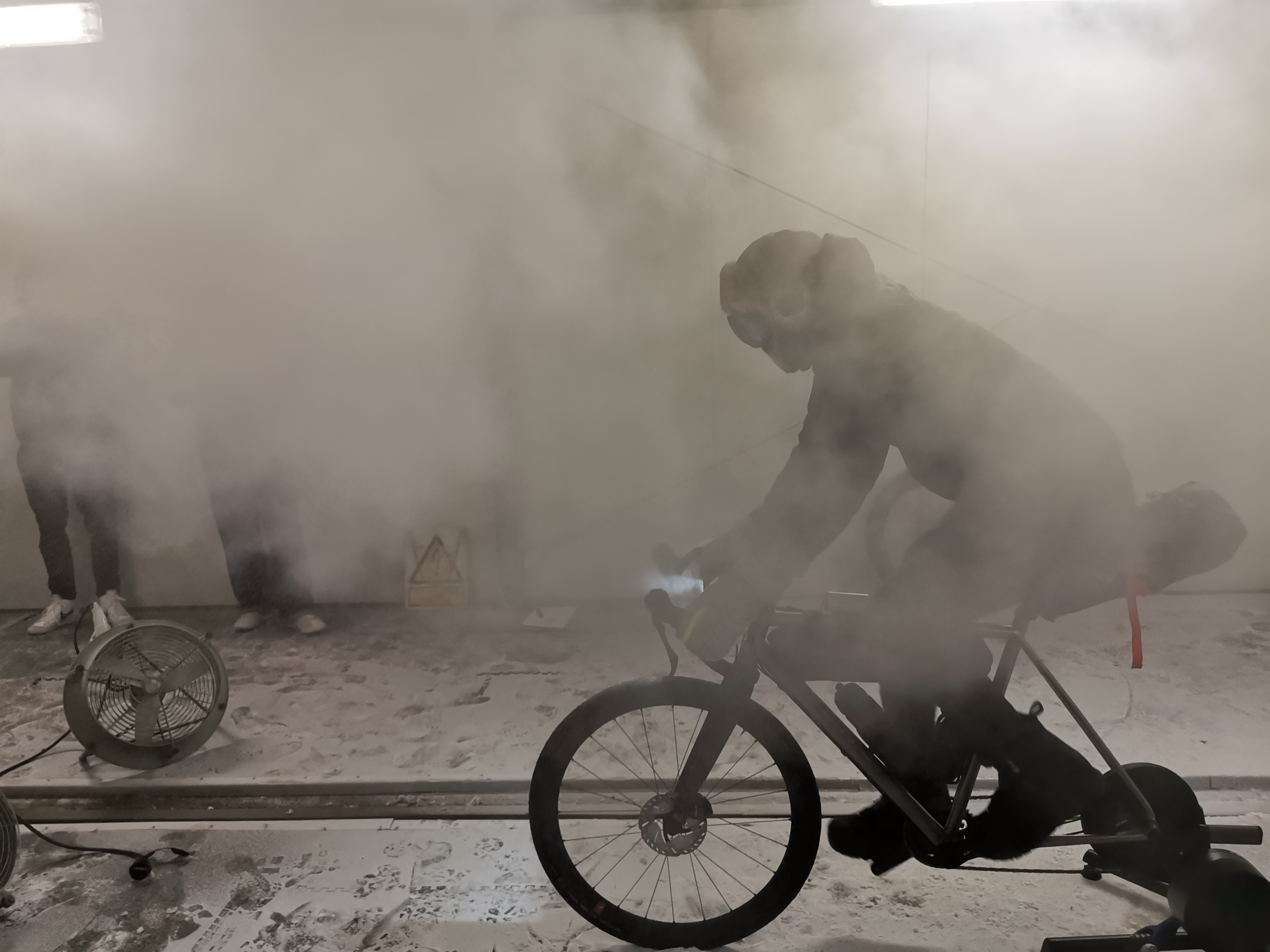
Йонас Дейхман тренируется в климатической камере Deutsche Bahn

Основные подразделения Deutsche Bahn по состоянию на 2022 год:
- DB Fernverkehr — пассажирские перевозки поездами дальнего следования (ICE, InterCity, EuroCity), выручка 4,98 млрд евро;
- DB Regio — региональные, пригородные и городские перевозки поездами и автобусами, включая городские электрички Берлина, Гамбурга, Мюнхена, Рейн-Майна и Штутгарта, поезда Regionalbahn и Regional-Express, выручка 9,04 млрд евро;
- DB Cargo — грузовые железнодорожные перевозки в Европе, выручка 5,24 млрд евро;
- DB InfraGO / Дороги (ра́ньше: DB Netz) — обслуживание железнодорожной сети, выручка 6,27 млрд евро;
- DB InfraGO / Пассажирские железнодорожные станции (ра́ньше: DB Station & Service) — обслуживание вокзалов и остановок транспорта, выручка 1,38 млрд евро;
- DB Energie — снабжение электроэнергией и дизельным топливом, выручка 4,20 млрд евро;
- DB Arriva — железнодорожные и автобусные перевозки в Великобритании и других странах Европы, выручка 4,21 млрд евро;
- DB Schenker — международная логистическая компания (доставка посылок и грузов различными видами транспорта по всему миру, складские услуги), выручка 27,60 млрд евро.

На Германию в 2022 году пришёлся 51 % выручки, на остальную Европу — 28 %, на Азиатско-Тихоокеанский регион — 11 %, Северную Америку — 8 %, другие регионы — 2 %.
Deutsche Bahn в 2022 году перевезла 3,75 млрд пассажиров, из них 1,98 млрд — поездами, 1,77 млрд — автобусами, а также 222 млн т грузов. Выручка за 2022 год составила 56,3 млрд евро, чистый убыток — 227 млн евро. Общая протяжённость железнодорожной сети компании составляет 33,4 тыс. км, число сотрудников — 324 тыс..
|                     | 2010  | 2011  | 2012  | 2013  | 2014  | 2015   | 2016  | 2017  | 2018  | 2019  | 2020   | 2021   | 2022   |
| ------------------- | ----- | ----- | ----- | ----- | ----- | ------ | ----- | ----- | ----- | ----- | ------ | ------ | ------ |
| Выручка             | 34,41 | 37,98 | 39,30 | 39,11 | 39,73 | 40,40  | 40,56 | 42,69 | 44,07 | 44,43 | 39,90  | 47,08  | 56,30  |
| Чистая прибыль      | 1,058 | 1,332 | 1,459 | 0,649 | 0,988 | -1,311 | 0,716 | 0,765 | 0,542 | 0,680 | -5,707 | -0,911 | -0,227 |
| Активы              | 52,00 | 51,79 | 52,53 | 52,89 | 55,88 | 56,06  | 56,32 | 56,44 | 58,53 | 65,83 | 65,44  | 71,84  | 76,30  |
| Собственный капитал | 14,32 | 15,13 | 14,98 | 14,91 | 14,53 | 13,45  | 12,66 | 14,24 | 13,59 | 14,93 | 7,27   | 10,62  | 14,68  |

## Спонсорская деятельность
DB — титульный спонсор берлинского футбольного клуба «Герта».